# Shangri-La Hotels and Resorts
Shangri-La Hotels and Resorts (также известна как Shangri-La International Hotel Management) — крупнейшая азиатская гостиничная сеть премиум-класса. Штаб-квартира группы расположена в Гонконге. Shangri-La Hotels and Resorts принадлежит малайзийскому миллиардеру китайского происхождения Роберту Куоку, большую часть времени проживающему в Гонконге (среди других его гонконгских активов значатся крупный оператор недвижимости Kerry Properties, доли в конгломерате CITIC Pasific и издательском холдинге SCMP Group, выпускающем газету South China Morning Post). 

## История
Фактически история компании началась в 1971 году, когда Роберт Куок открыл свой первый отель Shangri-La в Сингапуре.

## Структура

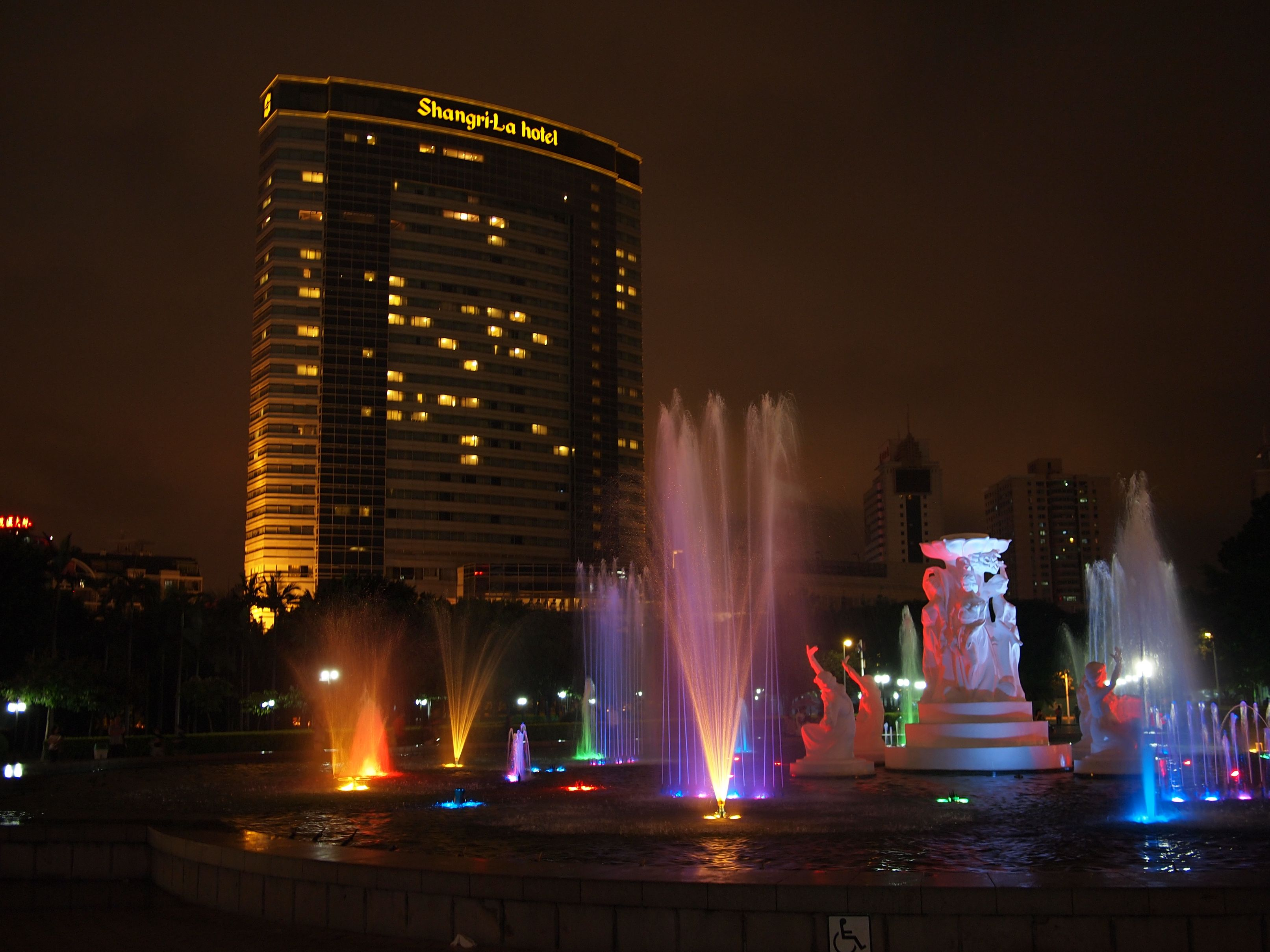
Shangri-La Fuzhou (Фучжоу)

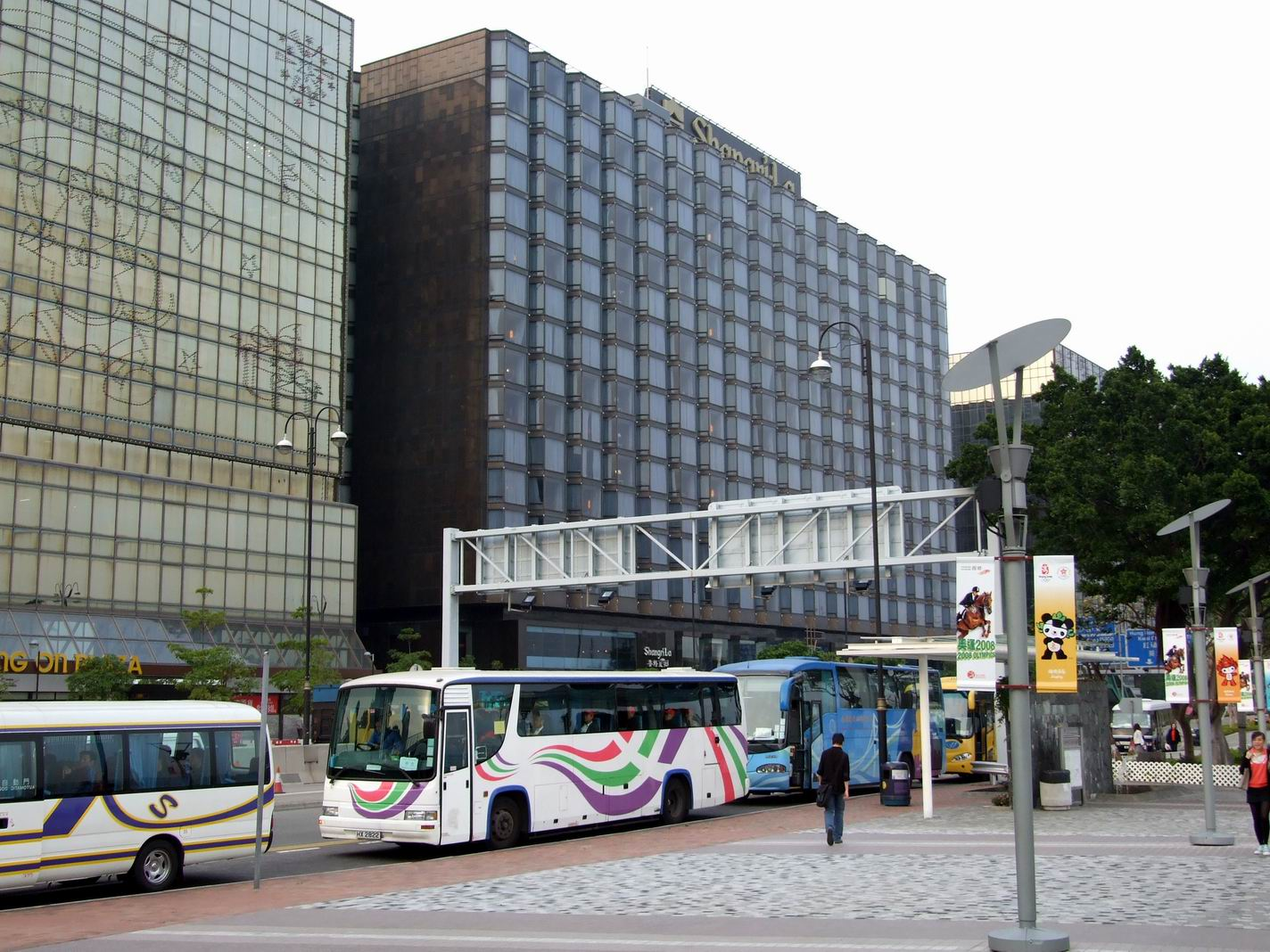
Kowloon Shangri-La (Гонконг)

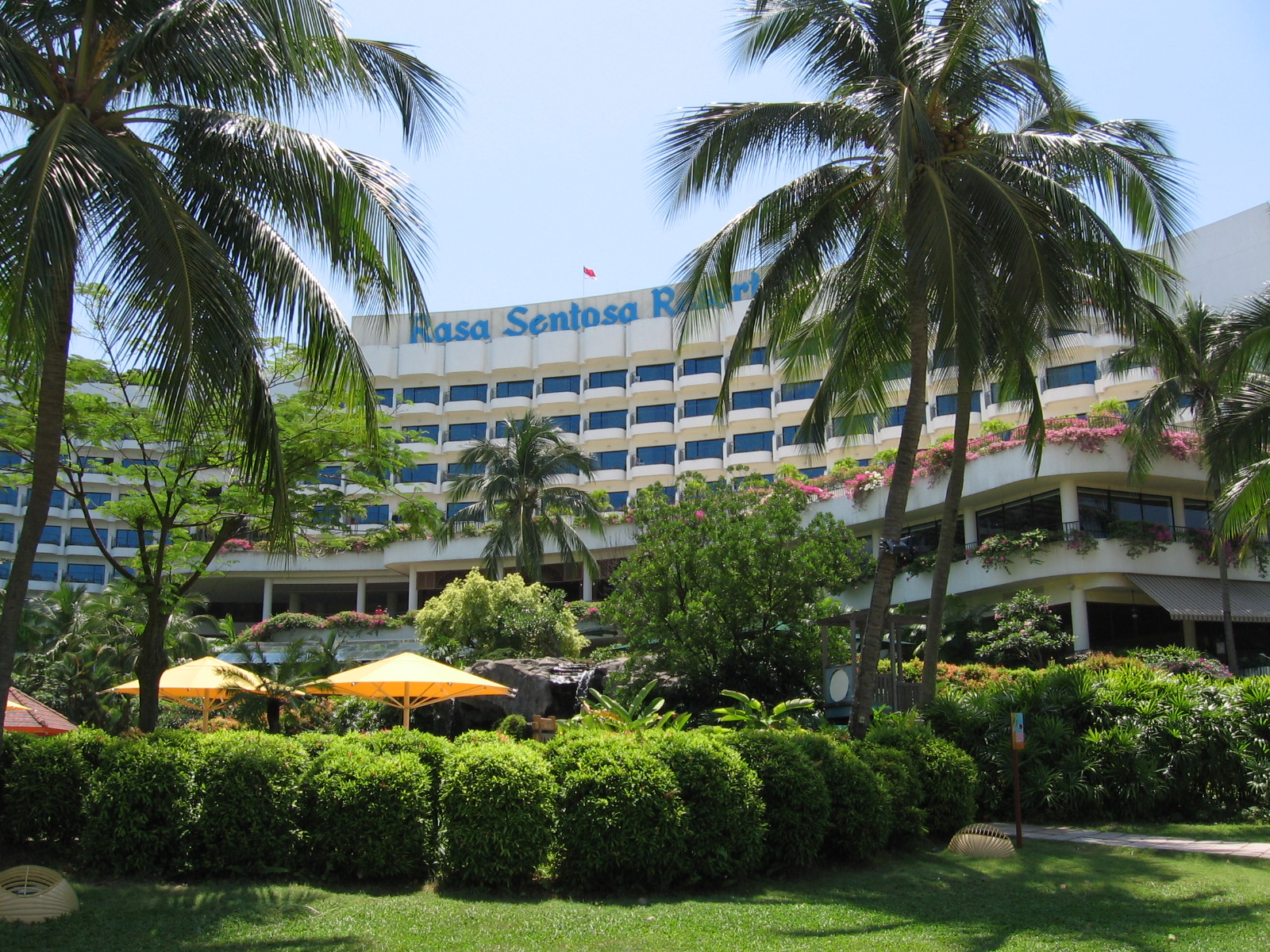
Shangri-La Rasa Sentosa (Сингапур)

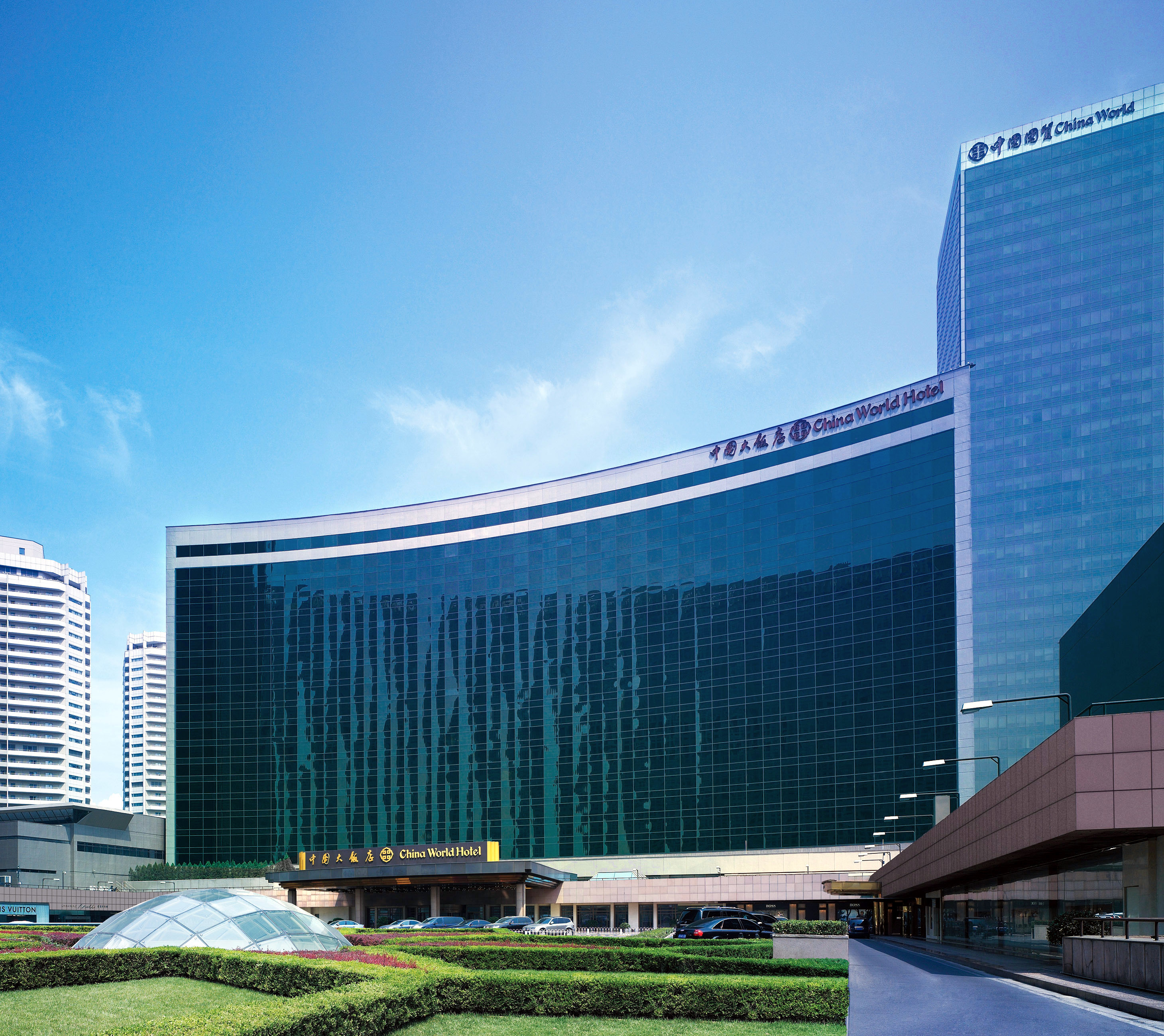
China World Hotel (Пекин)

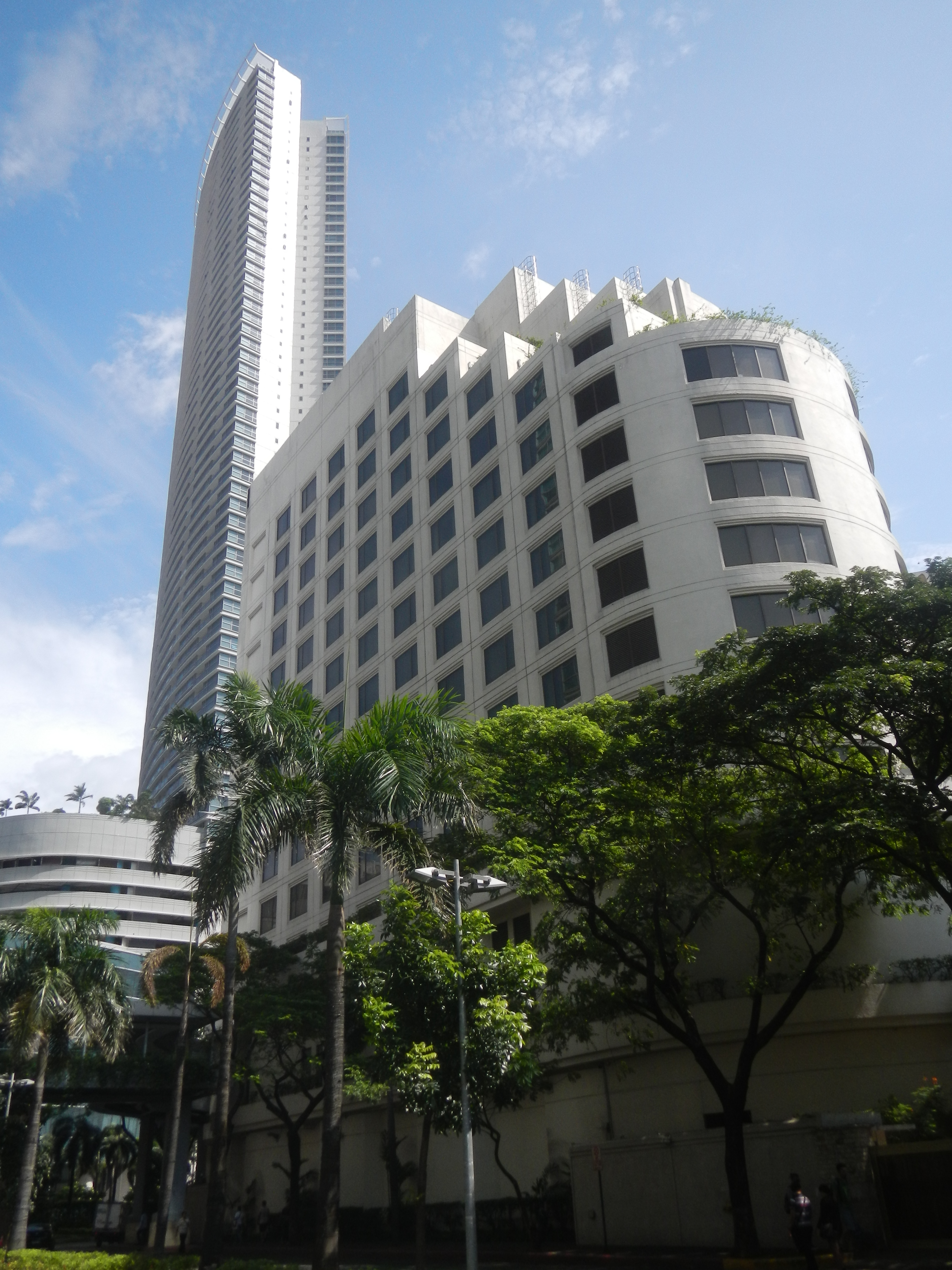
Edsa Shangri-La (Манила)

На конец 2011 года более 70 отелей группы Shangri-La Hotels and Resorts под брендами Shangri-La Hotel, Shangri-La Resort, Traders Hotel и Kerry Hotel работали в Китае, Гонконге, Тайване, Японии, Таиланде, Малайзии, Сингапуре, Индонезии, Филиппинах, Мьянме, Индии, Мальдивах, ОАЭ, Омане, Австралии, Фиджи, Великобритании, Франции и Канаде. Летом 2016 года открылся отель на Шри-Ланке. Кроме того, компания имеет интерес в торговом комплексе Shangri-La Plaza Mall на Филиппинах. 

### Shangri-La Asia
Крупнейший актив материнской группы Shangri-La Hotels and Resorts, зарегистрирован на Бермудских островах, котируется на Гонконгской фондовой бирже и Сингапурской бирже. По состоянию на март 2011 года в Shangri-La Asia работало 26 тыс. человек, рыночная стоимость корпорации составляла почти 8 млрд. долларов, а продажи — более 1,2 млрд. долларов.

## Отели
Компания управляет пятью гостиничными брендами — Shangri-La Hotel, Traders, Kerry, JEN и Shangri-La Resort.

### Материковый Китай
Shangri-La Beijing, Shangri-La Shougang Park, JEN Beijing, Kerry Hotel, China World Hotel и China World Summit Wing (Пекин), Shangri-La Tianjin (Тяньцзинь), Shangri-La Tangshan (Таншань), Shangri-La Qinhuangdao (Циньхуандао), Shangri-La Baotou (Баотоу), Shangri-La Huhhot (Хух-Хото), Shangri-La Manzhouli (Маньчжоули), Shangri-La Harbin и Shangri-La Songbei (Харбин), Shangri-La Changchun (Чанчунь), Shangri-La Shenyang и JEN Shenyang (Шэньян), Shangri-La Dalian (Далянь), Shangri-La Qingdao (Циндао), Shangri-La Jinan (Цзинань), Shangri-La Qufu (Цзинин), Shangri-La Nanjing (Нанкин), Shangri-La Suzhou и Shangri-La Yuanqu (Сучжоу), Shangri-La Changzhou (Чанчжоу), Shangri-La Yangzhou (Янчжоу), Shangri-La Hefei (Хэфэй), Shangri-La Qiantan, Pudong Shangri-La, Kerry Pudong и Jing An Shangri-La (Шанхай), Shangri-La Hangzhou и Midtown Shangri-La (Ханчжоу), Shangri-La Ningbo (Нинбо), Shangri-La Yiwu (Иу), Shangri-La Zhoushan (Чжоушань), Shangri-La Wenzhou (Вэньчжоу), Shangri-La Nanchang (Наньчан), Shangri-La Fuzhou (Фучжоу), Shangri-La Xiamen (Сямынь), Shangri-La Putian (Путянь), Shangri-La Guangzhou (Гуанчжоу), Shangri-La Shenzhen и Futian Shangri-La (Шэньчжэнь), Shangri-La Haikou (Хайкоу), Shangri-La Sanya (Санья), Shangri-La Nanning (Наньнин), Shangri-La Guilin (Гуйлинь), Shangri-La Beihai (Бэйхай), Shangri-La Wuhan (Ухань), Shangri-La Chengdu (Чэнду), Shangri-La Resort (Шангри-Ла), Shangri-La Lhasa (Лхаса), Shangri-La Zhengzhou (Чжэнчжоу), Shangri-La Xian (Сиань).

### Гонконг
Island Shangri-La, Kowloon Shangri-La, JEN Hong Kong и Kerry Hotel (Гонконг).

### Азия
Shangri-La Ulaanbaatar (Монголия), Shangri-La Tokyo (Япония), Shangri-La Far Eastern Taipei и Shangri-La Far Eastern Tainan (Тайвань), Shangri-La The Fort, Makati Shangri-La, Edsa Shangri-La, JEN Manila, Shangri-La Boracay и Shangri-La Mactan (Филиппины), Shangri-La Phnom Penh (Камбоджа), Shangri-La Bangkok и Shangri-La Chiang Mai (Таиланд), Shangri-La Kuala Lumpur, Shangri-La Golden Sands, Shangri-La Rasa Sayang, Shangri-La Rasa Ria, Shangri-La Tanjung Aru, JEN Johor Puteri Harbour, JEN Penang Georgetown и Traders Kuala Lumpur (Малайзия), Shangri-La Singapore, Shangri-La Rasa Sentosa, Shangri-La Apartments, JEN Singapore Orchardgateway и JEN Singapore Tanglin (Сингапур), Shangri-La Jakarta, Shangri-La Surabaya и Shangri-La The Maj Nusa Dua (Индонезия), Sule Shangri-La и Shangri-La Serviced Apartments Yangon (Мьянма), Shangri-La Bengaluru и Shangri-La Eros New Delhi (Индия), Shangri-La Colombo и Shangri-La Hambantota (Шри-Ланка), JEN Maldives Malé (Мальдивы).

### Ближний Восток
Shangri-La Bahrain Marina (Бахрейн), Shangri-La Dubai, Shangri-La Qaryat Al Beri и Traders Qaryat Al Beri (ОАЭ), Shangri-La Al Husn и Shangri-La Barr Al Jissah (Оман), Shangri-La Jeddah (Саудовская Аравия).

### Европа
Shangri-La The Shard (Великобритания), Shangri-La Paris (Франция), Shangri-La Bosphorus (Турция).

### Африка
Shangri-La Le Touessrok и Beach Villas by Shangri-La's Le Touessrok (Маврикий).

### Северная Америка
Shangri-La Toronto и Shangri-La Vancouver (Канада).

### Океания
Shangri-La Sydney, Shangri-La Melbourne и Shangri-La The Marina (Австралия), Shangri-La Yanuca Island (Фиджи).